# Парк имени Гафура Гуляма
Парк культуры и отдыха имени Гафура Гуляма (узб. Gʻafur Gʻulom nomidagi madaniyat va istirohat bogʻi) — парк в Ташкенте, второй по площади парк в столице Узбекистана после Национального парка имени Алишера Навои. В парке имеется множество аттракционов, в том числе, Колесо обозрения, а также небольшой зоопарк.
На территории парка расположено два искусственных озера, питаемых водой канала Анхор. Малое озеро, с островком по-середине, в народе прозвано «Бубликом» из-за схожести по форме с этим хлебобулочным изделием. У большого озера расположены оборудованные пляжи и пункт проката лодок и катамаранов.
Во время прохождения футбольных матчей в расположенном рядом с парком стадионе «Бунёдкор» парк им. Гафура Гуляма закрывается для посещений с целью сохранения чистоты и порядка в нём.

## История
ПКИО «40 лет комсомола Узбекистана» был разбит в 1967 году на месте пустыря, во время строительства Чиланзарского района. Позже, после обретения Узбекистаном независимости, он был сначала переименован в парк имени Мирзо Улугбека, а чуть позднее приобрёл нынешнее название — парк имени Гафура Гуляма. 22 мая 2014 года в парке прошёл Праздник книги.